# Mistrovství světa v orientačním běhu
Mistrovství světa v orientačním běhu (World Orienteering Championships, WOC) je pořádáno od roku 1966. Původně se konalo jednou za dva roky, od roku 2002 každoročně. Pořádáním pověřuje jednotlivé členy federace IOF kongres. Mistrovství se skládá z několika závodů. Zpočátku se jednalo o závod jednotlivců a štafet. Se zvyšujícím se počtem účastníků přibyla kvalifikace pro závod jednotlivců. Od roku 1991 je zařazena disciplína krátká trať a od roku 2001 sprint neboli parkový OB. Vývojem prošly také štafety, kdy z původních 4 úseků jsou dnes jen 3 úseky. V současnosti mistrovství světa obsahuje 3 kvalifikace, 3 finálové závody (klasická trať, krátká trať a sprint) a závod štafet.

## Formát mistrovství
| Trať                      | anglicky         | od roku   |
| ------------------------- | ---------------- | --------- |
| jednotlivci               | individual       | 1966-1989 |
| klasická trať             | classic          | 1991-2001 |
| krátká trať               | short            | 1991-2001 |
| dlouhá trať               | long             | 2003      |
| střední trať              | middle           | 2003      |
| sprint                    | sprint           | 2001      |
| štafety                   | relay            | 1966      |
| smíšené sprintové štafety | mix sprint relay | 2014      |
| knock-out sprint          | knock-out sprint | 2022      |

Původně se mistrovství světa konalo jednou za dva roky, což se změnilo v roce 2003, kdy se začalo konat každý rok.
Program mistrovství se postupně měnil po celou jeho historii. V roce 1966 se skládal pouze z individuálního závodu a štafetového závodu. Celé mistrovství světa, bylo pořádané ve dvou dnech 1. - 2. října 1966. Od mistrovství světa v roce 1991 v československých Mariánských Lázních, byl program rozšířen o krátkou trať (čas vítěze do 25 minut). Další reorganizace mistrovství světa proběhla v roce 2013. Další změna měla být v roce 2020, ale kvůli pandemii Covidu nastala až v roce 2022. Mistrovství se rozdělilo na sprintové a lesní disciplíny s tím, že se v jednotlivých letech střídají. 
Sprintové MS:
- Knock-out sprint
- Sprintové štafety
- Sprint

Lesní MS:
- Krátká trať (Middle)
- Klasická trať (Long)
- Štafety

Podle směrnice Mezinárodní federace vydané 1. června 2009, může každá federace přihlásit na mistrovství světa maximálně 14 sportovců (7 mužů a 7 žen). A v jednotlivých závodech nemohou do závodu vstoupit více než 3 muži a 3 ženy. Výjimkou je současný mistr světa, tehdy může federace vyslat 4 zástupce.
Top 15 z každého kvalifikačního závodu postoupí do finále, kde se soutěží o titul mistra světa.

## Seznam mistrovství světa
| Rok     | Datum                   | Pořadatelská země                    |
| ------- | ----------------------- | ------------------------------------ |
| MS 1966 | 1. - 2. října           | Finsko, Fiskars                      |
| MS 1968 | 28. - 29. září          | Švédsko, Linköping                   |
| MS 1970 | 27. - 29. září          | DDR, Friedrichroda                   |
| MS 1972 | 14. - 16. září          | Československo, Staré Splavy (Doksy) |
| MS 1974 | 20. - 22. září          | Dánsko, Viborg                       |
| MS 1976 | 24. - 26. září          | Velká Británie, Aviemore             |
| MS 1978 | 15. - 17. září          | Norsko, Konsberg                     |
| MS 1979 | 2. - 4. září            | Finsko, Tampere                      |
| MS 1981 | 4. - 6. září            | Švýcarsko, Thun                      |
| MS 1983 | 1. - 4. září            | Maďarsko, Zalaegerszeg               |
| MS 1985 | 4. - 6. září            | Austrálie, Bendigo                   |
| MS 1987 | 3. - 5. září            | Francie, Gérardmer                   |
| MS 1989 | 17. - 20. srpna         | Švédsko, Skaraborg                   |
| MS 1991 | 21. - 25. srpna         | Československo, Mariánské Lázně      |
| MS 1993 | 9. - 14. října          | USA, Harriman Park                   |
| MS 1995 | 15. - 20. srpna         | Německo, Detmold                     |
| MS 1997 | 11. - 16. srpna         | Norsko, Grimstad                     |
| MS 1999 | 1. -8. srpna            | Velká Británie, Inverness            |
| MS 2001 | 29. července - 4. srpna | Finsko, Tampere                      |
| MS 2003 | 3. - 9. srpna           | Švýcarsko, Rapperswil/Jona           |
| MS 2004 | 11. - 19. září          | Švédsko, Västerås                    |
| MS 2005 | 9. - 15. srpna          | Japonsko, Aichi                      |
| MS 2006 | 1. - 5. srpna           | Dánsko, Århus                        |
| MS 2007 | 18. - 26. srpna         | Ukrajina, Kyjev                      |
| MS 2008 | 10. - 20. července      | Česko, Olomouc                       |
| MS 2009 | 18. - 23. srpna         | Maďarsko, Miskolc                    |
| MS 2010 | 7. - 15. srpna          | Norsko, Trondheim                    |
| MS 2011 | 13. - 20. srpna         | Francie, Savojsko                    |
| MS 2012 | 14. - 22. července      | Švýcarsko, Lausanne                  |
| MS 2013 | 6. - 14. srpna          | Finsko, Vuokatti                     |
| MS 2014 | 5. - 13. července       | Itálie, Trento                       |
| MS 2015 | 1. - 7. srpna           | Velká Británie, Inverness            |
| MS 2016 | 20. - 28. srpna         | Švédsko, Strömstad                   |
| MS 2017 | 1. - 7. července        | Estonsko, Tartu                      |
| MS 2018 | 4. - 11. srpna          | Lotyšsko, Riga                       |
| MS 2019 | 13. - 18. srpna         | Norsko, Østfold                      |
| MS 2020 | zrušeno (covid-19)      | Dánsko, Vejle/Kolding                |
| MS 2021 | 4. - 8. července        | Česko, Doksy                         |
| MS 2022 | 26. - 30. června        | Dánsko, Vejle/Kolding                |
| MS 2023 | 11.-16. července        | Švýcarsko, Flims/Laax                |

## Sprint (Sprint distance)
Tato krátká sprinterská disciplína se běhá na Mistrovství světa od roku 2001. Tento typ závodu je testem závodníkovy mapové techniky ve vysokém běžeckém tempu, trať tak klade vysoké nároky na rychlou volbu postupu a jeho realizaci. Tratě bývají poměrně krátké, 2–4 km s vítěznými časy 12-15 minut. Podoba závodů ve sprintu je různá, mohou se odehrávat v městské zástavbě nebo v zalesněných terénech či parcích.

### Medailová úspěšnost dle zemí (stav po MS 2022)

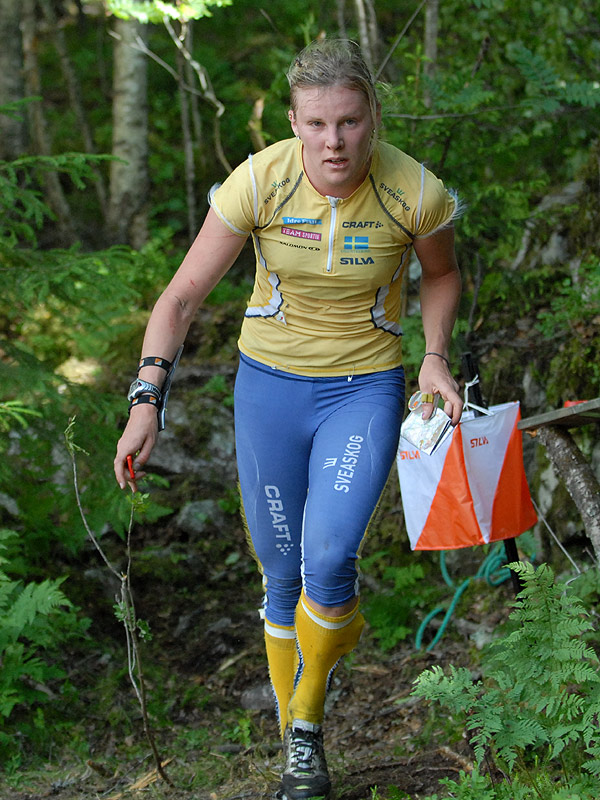
Mistryně světa z roku 2009 (Helena Janssonová)

| Muži                                                                                            | Muži                                                                                            | Muži                                                                                            | Muži                                                                                            | Muži                                                                                            | Muži                                                                                            | Ženy                                                                                             | Ženy                                                                                             | Ženy                                                                                             | Ženy                                                                                             | Ženy                                                                                             | Ženy                                                                                             |
| ----------------------------------------------------------------------------------------------- | ----------------------------------------------------------------------------------------------- | ----------------------------------------------------------------------------------------------- | ----------------------------------------------------------------------------------------------- | ----------------------------------------------------------------------------------------------- | ----------------------------------------------------------------------------------------------- | ------------------------------------------------------------------------------------------------ | ------------------------------------------------------------------------------------------------ | ------------------------------------------------------------------------------------------------ | ------------------------------------------------------------------------------------------------ | ------------------------------------------------------------------------------------------------ | ------------------------------------------------------------------------------------------------ |
| Související informace naleznete také v článku Seznam mistrů světa v orientačním běhu – sprint . | Související informace naleznete také v článku Seznam mistrů světa v orientačním běhu – sprint . | Související informace naleznete také v článku Seznam mistrů světa v orientačním běhu – sprint . | Související informace naleznete také v článku Seznam mistrů světa v orientačním běhu – sprint . | Související informace naleznete také v článku Seznam mistrů světa v orientačním běhu – sprint . | Související informace naleznete také v článku Seznam mistrů světa v orientačním běhu – sprint . | Související informace naleznete také v článku Seznam mistryň světa v orientačním běhu – sprint . | Související informace naleznete také v článku Seznam mistryň světa v orientačním běhu – sprint . | Související informace naleznete také v článku Seznam mistryň světa v orientačním běhu – sprint . | Související informace naleznete také v článku Seznam mistryň světa v orientačním běhu – sprint . | Související informace naleznete také v článku Seznam mistryň světa v orientačním běhu – sprint . | Související informace naleznete také v článku Seznam mistryň světa v orientačním běhu – sprint . |
| Umístění                                                                                        | Země                                                                                            | Zlato                                                                                           | Stříbro                                                                                         | Bronz                                                                                           | Součet                                                                                          | Umístění                                                                                         | Země                                                                                             | Zlato                                                                                            | Stříbro                                                                                          | Bronz                                                                                            | Součet                                                                                           |
|                                                                                                 | Švédsko                                                                                         | 7                                                                                               | 3                                                                                               | 6                                                                                               | 16                                                                                              |                                                                                                  | Švýcarsko                                                                                        | 9                                                                                                | 4                                                                                                | 3                                                                                                | 16                                                                                               |
|                                                                                                 | Švýcarsko                                                                                       | 5                                                                                               | 10                                                                                              | 4                                                                                               | 17                                                                                              |                                                                                                  | Švédsko                                                                                          | 3                                                                                                | 7                                                                                                | 6                                                                                                | 16                                                                                               |
|                                                                                                 | Rusko                                                                                           | 2                                                                                               | -                                                                                               | -                                                                                               | 2                                                                                               |                                                                                                  | Dánsko                                                                                           | 4                                                                                                | 1                                                                                                | 2                                                                                                | 7                                                                                                |
| 4.                                                                                              | Francie                                                                                         | 1                                                                                               | 1                                                                                               | 2                                                                                               | 4                                                                                               | 4.                                                                                               | Norsko                                                                                           | 1                                                                                                | 1                                                                                                | 2                                                                                                | 4                                                                                                |
| 5.                                                                                              | Norsko                                                                                          | 1                                                                                               | 1                                                                                               | -                                                                                               | 2                                                                                               | 5.                                                                                               | Spojené království                                                                               | 1                                                                                                | -                                                                                                | 2                                                                                                | 3                                                                                                |
| 5.                                                                                              | Spojené království                                                                              | 1                                                                                               | 1                                                                                               | -                                                                                               | 2                                                                                               | 6.                                                                                               | Austrálie                                                                                        | 1                                                                                                | -                                                                                                | -                                                                                                | 1                                                                                                |
| 5.                                                                                              | Finsko                                                                                          | 1                                                                                               | 1                                                                                               | -                                                                                               | 2                                                                                               | 7.                                                                                               | Finsko                                                                                           | -                                                                                                | 3                                                                                                | 1                                                                                                | 4                                                                                                |
| 8.                                                                                              | Dánsko                                                                                          | 1                                                                                               | -                                                                                               | 2                                                                                               | 3                                                                                               | 8.                                                                                               | Rusko                                                                                            | -                                                                                                | 1                                                                                                | 2                                                                                                | 3                                                                                                |
| 9.                                                                                              | Nový Zéland                                                                                     | -                                                                                               | 1                                                                                               | 1                                                                                               | 2                                                                                               | 9.                                                                                               | Ukrajina                                                                                         | -                                                                                                | 1                                                                                                | -                                                                                                | 1                                                                                                |
| 10.                                                                                             | Česko                                                                                           | -                                                                                               | 1                                                                                               | -                                                                                               | 1                                                                                               | 10.                                                                                              | Bělorusko                                                                                        | -                                                                                                | -                                                                                                | 1                                                                                                | 1                                                                                                |
| 10.                                                                                             | Ukrajina                                                                                        | -                                                                                               | 1                                                                                               | -                                                                                               | 1                                                                                               |                                                                                                  |                                                                                                  |                                                                                                  |                                                                                                  |                                                                                                  |                                                                                                  |
| 11.                                                                                             | Belgie                                                                                          | -                                                                                               | -                                                                                               | 1                                                                                               | 1                                                                                               |                                                                                                  |                                                                                                  |                                                                                                  |                                                                                                  |                                                                                                  |                                                                                                  |
| Vedoucím mužem ve sprintu podle World of O rankingu je Daniel Hubmann                           | Vedoucím mužem ve sprintu podle World of O rankingu je Daniel Hubmann                           | Vedoucím mužem ve sprintu podle World of O rankingu je Daniel Hubmann                           | Vedoucím mužem ve sprintu podle World of O rankingu je Daniel Hubmann                           | Vedoucím mužem ve sprintu podle World of O rankingu je Daniel Hubmann                           | Vedoucím mužem ve sprintu podle World of O rankingu je Daniel Hubmann                           | Vedoucí ženou ve sprintu podle World of O rankingu je Maja Almová                                | Vedoucí ženou ve sprintu podle World of O rankingu je Maja Almová                                | Vedoucí ženou ve sprintu podle World of O rankingu je Maja Almová                                | Vedoucí ženou ve sprintu podle World of O rankingu je Maja Almová                                | Vedoucí ženou ve sprintu podle World of O rankingu je Maja Almová                                | Vedoucí ženou ve sprintu podle World of O rankingu je Maja Almová                                |

## Krátká trať (Middle distance)
Tato krátká trať tzv. Middle se běhá na Mistrovství světa od roku 2003. Tomuto závodu předcházela disciplína na krátké trati (Short), jež se běhala na Mistrovství světa v rozmezí let 1991 to 2001.

### Medailová úspěšnost dle zemí (stav po MS 2023)

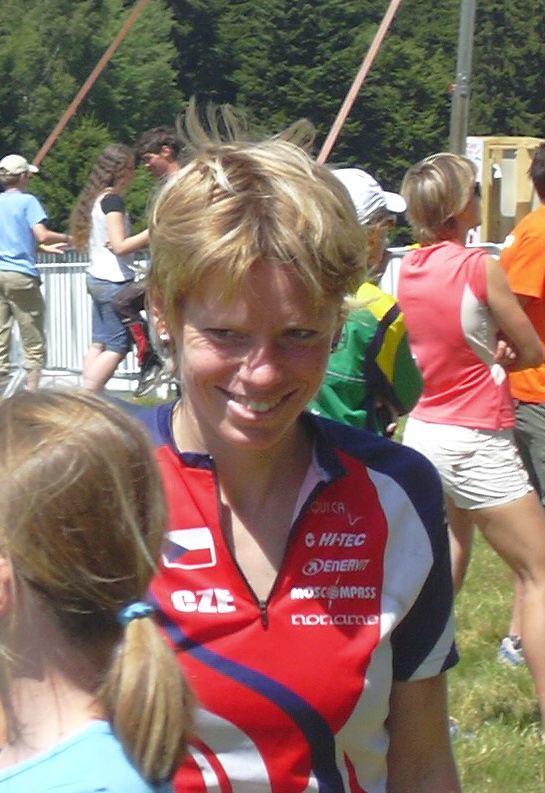
Mistryně světa z roku 2009 (Dana Brožková)

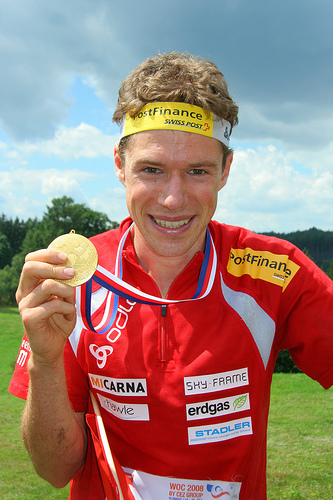
Mistr světa z roku 2009 - Daniel Hubmann

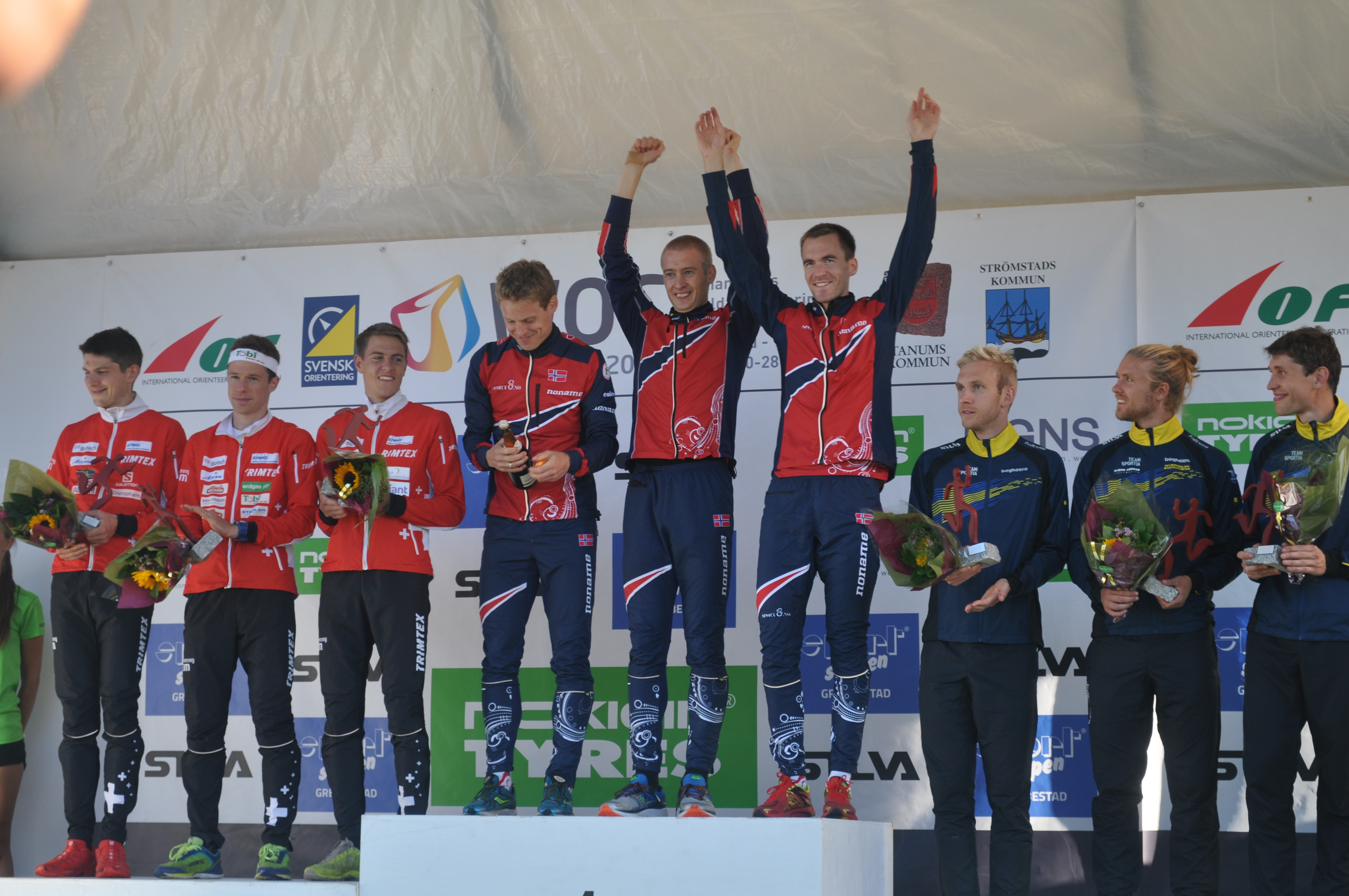
Vítězná štafeta z roku 2016 - NORSKO

| Muži                                                                                            | Muži                                                                                            | Muži                                                                                            | Muži                                                                                            | Muži                                                                                            | Muži                                                                                            | Ženy                                                                                              | Ženy                                                                                              | Ženy                                                                                              | Ženy                                                                                              | Ženy                                                                                              | Ženy                                                                                              |
| ----------------------------------------------------------------------------------------------- | ----------------------------------------------------------------------------------------------- | ----------------------------------------------------------------------------------------------- | ----------------------------------------------------------------------------------------------- | ----------------------------------------------------------------------------------------------- | ----------------------------------------------------------------------------------------------- | ------------------------------------------------------------------------------------------------- | ------------------------------------------------------------------------------------------------- | ------------------------------------------------------------------------------------------------- | ------------------------------------------------------------------------------------------------- | ------------------------------------------------------------------------------------------------- | ------------------------------------------------------------------------------------------------- |
| Související informace naleznete také v článku Seznam mistrů světa v orientačním běhu – middle . | Související informace naleznete také v článku Seznam mistrů světa v orientačním běhu – middle . | Související informace naleznete také v článku Seznam mistrů světa v orientačním běhu – middle . | Související informace naleznete také v článku Seznam mistrů světa v orientačním běhu – middle . | Související informace naleznete také v článku Seznam mistrů světa v orientačním běhu – middle . | Související informace naleznete také v článku Seznam mistrů světa v orientačním běhu – middle . | Související informace naleznete také v článku Seznam mistryň světa v orientačním běhu – middle .  | Související informace naleznete také v článku Seznam mistryň světa v orientačním běhu – middle .  | Související informace naleznete také v článku Seznam mistryň světa v orientačním běhu – middle .  | Související informace naleznete také v článku Seznam mistryň světa v orientačním běhu – middle .  | Související informace naleznete také v článku Seznam mistryň světa v orientačním běhu – middle .  | Související informace naleznete také v článku Seznam mistryň světa v orientačním běhu – middle .  |
| Umístění                                                                                        | Země                                                                                            | Zlato                                                                                           | Stříbro                                                                                         | Bronz                                                                                           | Součet                                                                                          | Umístění                                                                                          | Země                                                                                              | Zlato                                                                                             | Stříbro                                                                                           | Bronz                                                                                             | Součet                                                                                            |
|                                                                                                 | Francie                                                                                         | 8                                                                                               | 2                                                                                               | 1                                                                                               | 11                                                                                              |                                                                                                   | Švédsko                                                                                           | 9                                                                                                 | 5                                                                                                 | 7                                                                                                 | 21                                                                                                |
|                                                                                                 | Norsko                                                                                          | 7                                                                                               | 3                                                                                               | 7                                                                                               | 17                                                                                              |                                                                                                   | Švýcarsko                                                                                         | 5                                                                                                 | 4                                                                                                 | 2                                                                                                 | 11                                                                                                |
|                                                                                                 | Švýcarsko                                                                                       | 4                                                                                               | 5                                                                                               | 5                                                                                               | 14                                                                                              |                                                                                                   | Finsko                                                                                            | 3                                                                                                 | 3                                                                                                 | 7                                                                                                 | 13                                                                                                |
| 4.                                                                                              | Finsko                                                                                          | 2                                                                                               | 5                                                                                               | 2                                                                                               | 9                                                                                               | 4.                                                                                                | Norsko                                                                                            | 2                                                                                                 | 7                                                                                                 | 3                                                                                                 | 12                                                                                                |
| 5.                                                                                              | Rusko                                                                                           | 1                                                                                               | 2                                                                                               | 2                                                                                               | 5                                                                                               | 5.                                                                                                | Česko                                                                                             | 2                                                                                                 | 1                                                                                                 | 1                                                                                                 | 4                                                                                                 |
| 6.                                                                                              | Česko                                                                                           | 1                                                                                               | 1                                                                                               | -                                                                                               | 2                                                                                               | 6.                                                                                                | Rusko                                                                                             | 1                                                                                                 | 1                                                                                                 | 3                                                                                                 | 5                                                                                                 |
| 7.                                                                                              | Ukrajina                                                                                        | 1                                                                                               | -                                                                                               | 3                                                                                               | 4                                                                                               | 7.                                                                                                | Spojené království                                                                                | 1                                                                                                 | 1                                                                                                 | -                                                                                                 | 2                                                                                                 |
| 8.                                                                                              | Lotyšsko                                                                                        | 1                                                                                               | -                                                                                               | -                                                                                               | 1                                                                                               | 7.                                                                                                | Rakousko                                                                                          | 1                                                                                                 | 1                                                                                                 | -                                                                                                 | 2                                                                                                 |
| 9.                                                                                              | Švédsko                                                                                         | -                                                                                               | 6                                                                                               | 4                                                                                               | 10                                                                                              | 9.                                                                                                | Dánsko                                                                                            | -                                                                                                 | 2                                                                                                 | -                                                                                                 | 2                                                                                                 |
| 10.                                                                                             | Dánsko                                                                                          | -                                                                                               | 1                                                                                               | -                                                                                               | 1                                                                                               | 10.                                                                                               | Německo                                                                                           | -                                                                                                 | -                                                                                                 | 1                                                                                                 | 1                                                                                                 |
| 11.                                                                                             | Spojené království                                                                              | -                                                                                               | -                                                                                               | 1                                                                                               | 1                                                                                               | 10.                                                                                               | Francie                                                                                           | -                                                                                                 | -                                                                                                 | 1                                                                                                 | 1                                                                                                 |
| 12.                                                                                             | Rakousko                                                                                        | -                                                                                               | -                                                                                               | 1                                                                                               | 1                                                                                               |                                                                                                   |                                                                                                   |                                                                                                   |                                                                                                   |                                                                                                   |                                                                                                   |
| Vedoucím mužem v middlu podle World of O rankingu je Eskil Kinneberg                            | Vedoucím mužem v middlu podle World of O rankingu je Eskil Kinneberg                            | Vedoucím mužem v middlu podle World of O rankingu je Eskil Kinneberg                            | Vedoucím mužem v middlu podle World of O rankingu je Eskil Kinneberg                            | Vedoucím mužem v middlu podle World of O rankingu je Eskil Kinneberg                            | Vedoucím mužem v middlu podle World of O rankingu je Eskil Kinneberg                            | Vedoucí ženou v middlu podle World of O rankingu jsou Tove Alexanderssonová a Natalia Gemperleová | Vedoucí ženou v middlu podle World of O rankingu jsou Tove Alexanderssonová a Natalia Gemperleová | Vedoucí ženou v middlu podle World of O rankingu jsou Tove Alexanderssonová a Natalia Gemperleová | Vedoucí ženou v middlu podle World of O rankingu jsou Tove Alexanderssonová a Natalia Gemperleová | Vedoucí ženou v middlu podle World of O rankingu jsou Tove Alexanderssonová a Natalia Gemperleová | Vedoucí ženou v middlu podle World of O rankingu jsou Tove Alexanderssonová a Natalia Gemperleová |

## Klasická trať (Long distance)
Tento individuální závod se běhá na Mistrovství světa od roku 1966.

### Medailová úspěšnost dle zemí (stav po MS 2023)
| Muži                                                                                          | Muži                                                                                          | Muži                                                                                          | Muži                                                                                          | Muži                                                                                          | Muži                                                                                          | Ženy                                                                                           | Ženy                                                                                           | Ženy                                                                                           | Ženy                                                                                           | Ženy                                                                                           | Ženy                                                                                           |
| --------------------------------------------------------------------------------------------- | --------------------------------------------------------------------------------------------- | --------------------------------------------------------------------------------------------- | --------------------------------------------------------------------------------------------- | --------------------------------------------------------------------------------------------- | --------------------------------------------------------------------------------------------- | ---------------------------------------------------------------------------------------------- | ---------------------------------------------------------------------------------------------- | ---------------------------------------------------------------------------------------------- | ---------------------------------------------------------------------------------------------- | ---------------------------------------------------------------------------------------------- | ---------------------------------------------------------------------------------------------- |
| Související informace naleznete také v článku Seznam mistrů světa v orientačním běhu – long . | Související informace naleznete také v článku Seznam mistrů světa v orientačním běhu – long . | Související informace naleznete také v článku Seznam mistrů světa v orientačním běhu – long . | Související informace naleznete také v článku Seznam mistrů světa v orientačním běhu – long . | Související informace naleznete také v článku Seznam mistrů světa v orientačním běhu – long . | Související informace naleznete také v článku Seznam mistrů světa v orientačním běhu – long . | Související informace naleznete také v článku Seznam mistryň světa v orientačním běhu – long . | Související informace naleznete také v článku Seznam mistryň světa v orientačním běhu – long . | Související informace naleznete také v článku Seznam mistryň světa v orientačním běhu – long . | Související informace naleznete také v článku Seznam mistryň světa v orientačním běhu – long . | Související informace naleznete také v článku Seznam mistryň světa v orientačním běhu – long . | Související informace naleznete také v článku Seznam mistryň světa v orientačním běhu – long . |
| Umístění                                                                                      | Země                                                                                          | Zlato                                                                                         | Stříbro                                                                                       | Bronz                                                                                         | Součet                                                                                        | Umístění                                                                                       | Země                                                                                           | Zlato                                                                                          | Stříbro                                                                                        | Bronz                                                                                          | Součet                                                                                         |
|                                                                                               | Norsko                                                                                        | 21                                                                                            | 11                                                                                            | 17                                                                                            | 49                                                                                            |                                                                                                | Švédsko                                                                                        | 15                                                                                             | 12                                                                                             | 11                                                                                             | 38                                                                                             |
|                                                                                               | Švédsko                                                                                       | 5                                                                                             | 7                                                                                             | 4                                                                                             | 16                                                                                            |                                                                                                | Švýcarsko                                                                                      | 9                                                                                              | 2                                                                                              | 7                                                                                              | 18                                                                                             |
|                                                                                               | Švýcarsko                                                                                     | 4                                                                                             | 8                                                                                             | 3                                                                                             | 15                                                                                            |                                                                                                | Finsko                                                                                         | 5                                                                                              | 8                                                                                              | 7                                                                                              | 20                                                                                             |
| 4.                                                                                            | Francie                                                                                       | 4                                                                                             | 2                                                                                             | 3                                                                                             | 9                                                                                             | 4.                                                                                             | Norsko                                                                                         | 3                                                                                              | 10                                                                                             | 5                                                                                              | 18                                                                                             |
| 5.                                                                                            | Finsko                                                                                        | 2                                                                                             | 6                                                                                             | 2                                                                                             | 10                                                                                            | 5.                                                                                             | Maďarsko                                                                                       | 3                                                                                              | -                                                                                              | -                                                                                              | 3                                                                                              |
| 6.                                                                                            | Rusko                                                                                         | 1                                                                                             | 2                                                                                             | 2                                                                                             | 5                                                                                             | 6.                                                                                             | Dánsko                                                                                         | 2                                                                                              | 2                                                                                              | -                                                                                              | 4                                                                                              |
| 7.                                                                                            | Dánsko                                                                                        | 1                                                                                             | -                                                                                             | 1                                                                                             | 2                                                                                             | 7.                                                                                             | Česko                                                                                          | 1                                                                                              | 2                                                                                              | 3                                                                                              | 6                                                                                              |
| 8.                                                                                            | Ukrajina                                                                                      | -                                                                                             | 2                                                                                             | -                                                                                             | 2                                                                                             | 8.                                                                                             | Rusko                                                                                          | 1                                                                                              | 1                                                                                              | 3                                                                                              | 5                                                                                              |
| 9.                                                                                            | Lotyšsko                                                                                      | -                                                                                             | -                                                                                             | 2                                                                                             | 2                                                                                             | 9.                                                                                             | Spojené království                                                                             | -                                                                                              | 1                                                                                              | 1                                                                                              | 2                                                                                              |
| 10.                                                                                           | Itálie                                                                                        | -                                                                                             | -                                                                                             | 1                                                                                             | 1                                                                                             |                                                                                                |                                                                                                |                                                                                                |                                                                                                |                                                                                                |                                                                                                |
| Vedoucím mužem v longu podle World of O rankingu je Olav Lundanes                             | Vedoucím mužem v longu podle World of O rankingu je Olav Lundanes                             | Vedoucím mužem v longu podle World of O rankingu je Olav Lundanes                             | Vedoucím mužem v longu podle World of O rankingu je Olav Lundanes                             | Vedoucím mužem v longu podle World of O rankingu je Olav Lundanes                             | Vedoucím mužem v longu podle World of O rankingu je Olav Lundanes                             | Vedoucí ženou v longu podle World of O rankingu je Tove Alexanderssonová                       | Vedoucí ženou v longu podle World of O rankingu je Tove Alexanderssonová                       | Vedoucí ženou v longu podle World of O rankingu je Tove Alexanderssonová                       | Vedoucí ženou v longu podle World of O rankingu je Tove Alexanderssonová                       | Vedoucí ženou v longu podle World of O rankingu je Tove Alexanderssonová                       | Vedoucí ženou v longu podle World of O rankingu je Tove Alexanderssonová                       |

## Štafety (Relay)
Štafety se běhají od roku 1966 jako 4členné a od roku 2003 již jen jako 3členné. U ženských štafet běhaly 4členné týmy v rozmezí let 1981-2001.

### Medailová úspěšnost dle zemí (stav po MS 2023)
| Muži                                                                                             | Muži                                                                                             | Muži                                                                                             | Muži                                                                                             | Muži                                                                                             | Muži                                                                                             | Ženy                                                                                              | Ženy                                                                                              | Ženy                                                                                              | Ženy                                                                                              | Ženy                                                                                              | Ženy                                                                                              |
| ------------------------------------------------------------------------------------------------ | ------------------------------------------------------------------------------------------------ | ------------------------------------------------------------------------------------------------ | ------------------------------------------------------------------------------------------------ | ------------------------------------------------------------------------------------------------ | ------------------------------------------------------------------------------------------------ | ------------------------------------------------------------------------------------------------- | ------------------------------------------------------------------------------------------------- | ------------------------------------------------------------------------------------------------- | ------------------------------------------------------------------------------------------------- | ------------------------------------------------------------------------------------------------- | ------------------------------------------------------------------------------------------------- |
| Související informace naleznete také v článku Seznam mistrů světa v orientačním běhu – štafety . | Související informace naleznete také v článku Seznam mistrů světa v orientačním běhu – štafety . | Související informace naleznete také v článku Seznam mistrů světa v orientačním běhu – štafety . | Související informace naleznete také v článku Seznam mistrů světa v orientačním běhu – štafety . | Související informace naleznete také v článku Seznam mistrů světa v orientačním běhu – štafety . | Související informace naleznete také v článku Seznam mistrů světa v orientačním běhu – štafety . | Související informace naleznete také v článku Seznam mistryň světa v orientačním běhu – štafety . | Související informace naleznete také v článku Seznam mistryň světa v orientačním běhu – štafety . | Související informace naleznete také v článku Seznam mistryň světa v orientačním běhu – štafety . | Související informace naleznete také v článku Seznam mistryň světa v orientačním běhu – štafety . | Související informace naleznete také v článku Seznam mistryň světa v orientačním běhu – štafety . | Související informace naleznete také v článku Seznam mistryň světa v orientačním běhu – štafety . |
| Umístění                                                                                         | Země                                                                                             | Zlato                                                                                            | Stříbro                                                                                          | Bronz                                                                                            | Součet                                                                                           | Umístění                                                                                          | Země                                                                                              | Zlato                                                                                             | Stříbro                                                                                           | Bronz                                                                                             | Součet                                                                                            |
|                                                                                                  | Norsko                                                                                           | 13                                                                                               | 8                                                                                                | 4                                                                                                | 25                                                                                               |                                                                                                   | Švédsko                                                                                           | 16                                                                                                | 12                                                                                                | 8                                                                                                 | 36                                                                                                |
|                                                                                                  | Švédsko                                                                                          | 10                                                                                               | 7                                                                                                | 11                                                                                               | 28                                                                                               |                                                                                                   | Finsko                                                                                            | 10                                                                                                | 7                                                                                                 | 5                                                                                                 | 22                                                                                                |
|                                                                                                  | Švýcarsko                                                                                        | 6                                                                                                | 5                                                                                                | 5                                                                                                | 16                                                                                               |                                                                                                   | Norsko                                                                                            | 5                                                                                                 | 8                                                                                                 | 9                                                                                                 | 22                                                                                                |
| 4.                                                                                               | Rusko                                                                                            | 4                                                                                                | 3                                                                                                | -                                                                                                | 7                                                                                                | 4.                                                                                                | Švýcarsko                                                                                         | 5                                                                                                 | 3                                                                                                 | 6                                                                                                 | 14                                                                                                |
| 5.                                                                                               | Finsko                                                                                           | 1                                                                                                | 11                                                                                               | 8                                                                                                | 20                                                                                               | 5.                                                                                                | Rusko                                                                                             | 1                                                                                                 | 2                                                                                                 | 2                                                                                                 | 5                                                                                                 |
| 6.                                                                                               | Francie                                                                                          | 1                                                                                                | 2                                                                                                | 4                                                                                                | 7                                                                                                | 6.                                                                                                | Dánsko                                                                                            | 1                                                                                                 | 2                                                                                                 | 1                                                                                                 | 4                                                                                                 |
| 7.                                                                                               | Česko                                                                                            | 1                                                                                                | 1                                                                                                | 3                                                                                                | 5                                                                                                | 7.                                                                                                | Česko                                                                                             | -                                                                                                 | 3                                                                                                 | 6                                                                                                 | 9                                                                                                 |
| 8.                                                                                               | Spojené království                                                                               | 1                                                                                                | 1                                                                                                | 1                                                                                                | 3                                                                                                | 8.                                                                                                | Maďarsko                                                                                          | -                                                                                                 | 1                                                                                                 | 1                                                                                                 | 2                                                                                                 |
| 9.                                                                                               | Dánsko                                                                                           | 1                                                                                                | -                                                                                                | -                                                                                                | 1                                                                                                |                                                                                                   |                                                                                                   |                                                                                                   |                                                                                                   |                                                                                                   |                                                                                                   |
| 10.                                                                                              | Maďarsko                                                                                         | -                                                                                                | -                                                                                                | 1                                                                                                | 1                                                                                                |                                                                                                   |                                                                                                   |                                                                                                   |                                                                                                   |                                                                                                   |                                                                                                   |
| 10.                                                                                              | Ukrajina                                                                                         | -                                                                                                | -                                                                                                | 1                                                                                                | 1                                                                                                |                                                                                                   |                                                                                                   |                                                                                                   |                                                                                                   |                                                                                                   |                                                                                                   |

## Smíšené sprint štafety (Sprint Relay)
Smíšené sprint štafety se běhají od roku 2014 jako 4členné a to ve složení 2 muži a 2 ženy.

### Medailová úspěšnost dle zemí (stav po MS 2022)
| Medailová klasifikace podle zemí | Medailová klasifikace podle zemí | Medailová klasifikace podle zemí | Medailová klasifikace podle zemí | Medailová klasifikace podle zemí | Medailová klasifikace podle zemí |
| Umístění                         | Země                             | Zlato                            | Stříbro                          | Bronz                            | Součet                           |
| -------------------------------- | -------------------------------- | -------------------------------- | -------------------------------- | -------------------------------- | -------------------------------- |
|                                  | Švédsko                          | 3                                | 2                                | 1                                | 6                                |
|                                  | Dánsko                           | 2                                | 2                                | 1                                | 5                                |
|                                  | Švýcarsko                        | 2                                | -                                | 2                                | 4                                |
| 4.                               | Norsko                           | -                                | 2                                | 1                                | 3                                |
| 5.                               | Spojené království               | -                                | 1                                | -                                | 1                                |
| 6.                               | Rusko                            | -                                | -                                | 2                                | 2                                |

## Souhrnný přehled všech medailistů

### Medailová úspěšnost dle zemí (stav po MS 2023)
| Medailová klasifikace podle zemí | Medailová klasifikace podle zemí | Medailová klasifikace podle zemí | Medailová klasifikace podle zemí | Medailová klasifikace podle zemí | Medailová klasifikace podle zemí |
| Umístění                         | Země                             | Zlato                            | Stříbro                          | Bronz                            | Součet                           |
| -------------------------------- | -------------------------------- | -------------------------------- | -------------------------------- | -------------------------------- | -------------------------------- |
| 1                                | Švédsko                          | 68                               | 61                               | 58                               | 187                              |
| 2                                | Norsko                           | 53                               | 51                               | 48                               | 152                              |
| 3                                | Švýcarsko                        | 49                               | 41                               | 37                               | 127                              |
| 4                                | Finsko                           | 24                               | 44                               | 32                               | 100                              |
| 5                                | Francie                          | 14                               | 7                                | 11                               | 32                               |
| 6                                | Dánsko                           | 12                               | 10                               | 7                                | 29                               |
| 7                                | Rusko                            | 11                               | 12                               | 16                               | 39                               |
| 8                                | Česko                            | 5                                | 7                                | 8                                | 20                               |
| 9                                | Spojené království               | 4                                | 6                                | 5                                | 15                               |
| 10                               | Maďarsko                         | 3                                | 1                                | 2                                | 6                                |
| 11                               | Ukrajina                         | 1                                | 4                                | 6                                | 11                               |
| 12                               | Rakousko                         | 1                                | 1                                | 1                                | 3                                |
| 13                               | Lotyšsko                         | 1                                | 0                                | 2                                | 3                                |
| 14                               | Austrálie                        | 1                                | 0                                | 0                                | 1                                |
| 15                               | Československo                   | 0                                | 2                                | 5                                | 7                                |
| 16                               | Sovětský svaz                    | 0                                | 0                                | 2                                | 2                                |
| 17                               | Německo                          | 0                                | 0                                | 1                                | 1                                |
| 17                               | Itálie                           | 0                                | 0                                | 1                                | 1                                |
| 17                               | Bělorusko                        | 0                                | 0                                | 1                                | 1                                |
| 17                               | Nizozemí                         | 0                                | 0                                | 1                                | 1                                |
| 17                               | Belgie                           | 0                                | 0                                | 1                                | 1                                |